# Ropalio

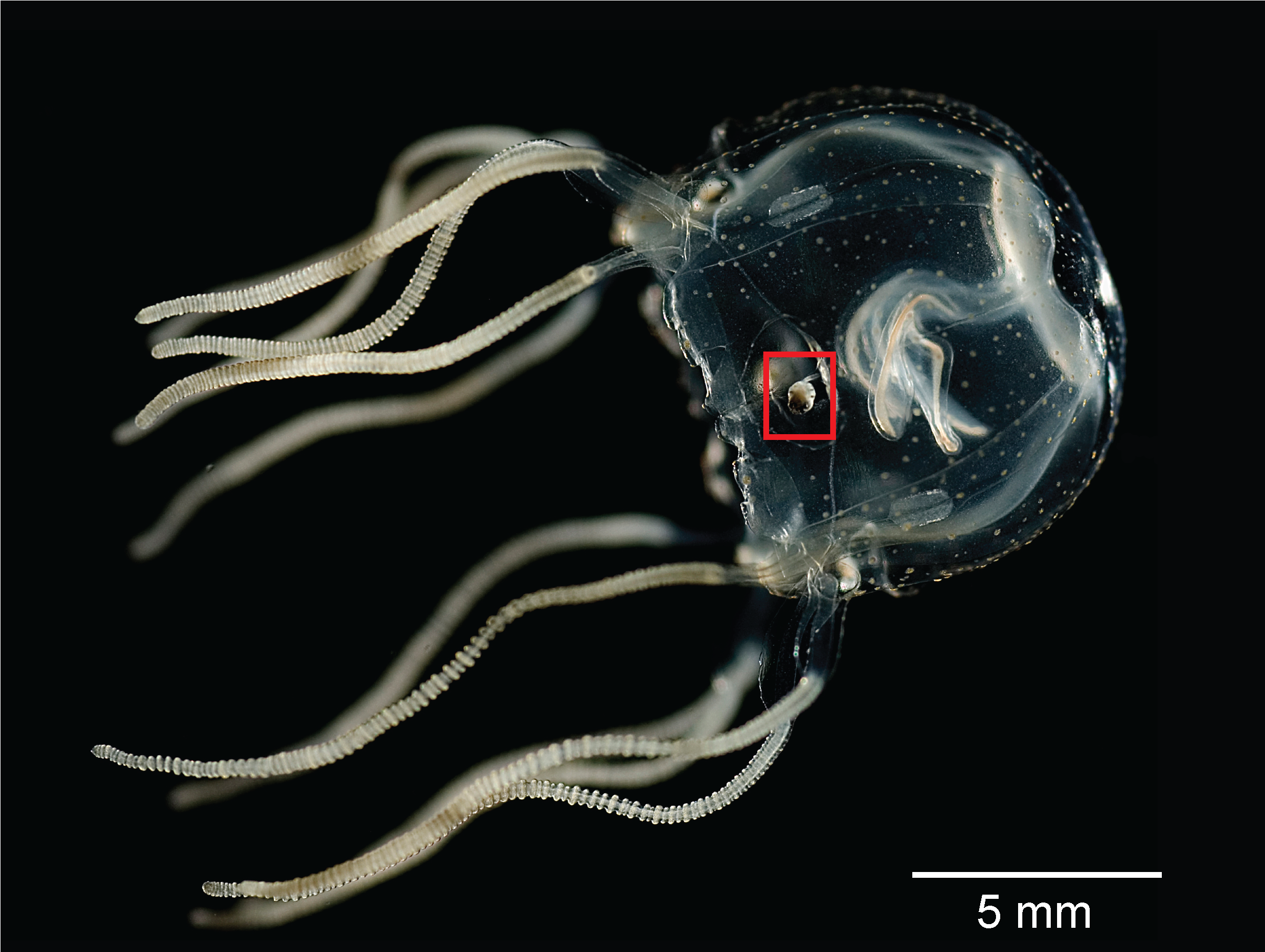
Localizzazione di un ropalio nella Tripedalia cystophora.

Il ropalio è un organo sensoriale presente nelle meduse delle classi Scyphozoa e Cubozoa. I ropali più semplici sono composti da una statocisti e un fotorecettore detto macchia oculare, sensibile all'intensità luminosa.
La statocisti è una vescicola, contenente un corpo minerale detto statolite (o statolito), che dà alla medusa il senso dell'orientamento spaziale. La macchia oculare permette all'animale di regolare la sua profondità secondo l'intensità della luce.
I ropali sono nettamente più evoluti nelle meduse Cubozoa, dove includono fino a sei occhi, una neuropupilla sensibile alla luce e una statocisti. La struttura degli occhi può anche essere complessa, con lenti simili al cristallino. Fra tutti i cnidari, i cubozoi sono gli unici capaci di nuotare attivamente per cacciare ed evitare ostacoli proprio grazie all'elaborato sistema visivo dei loro ropali.

## Struttura

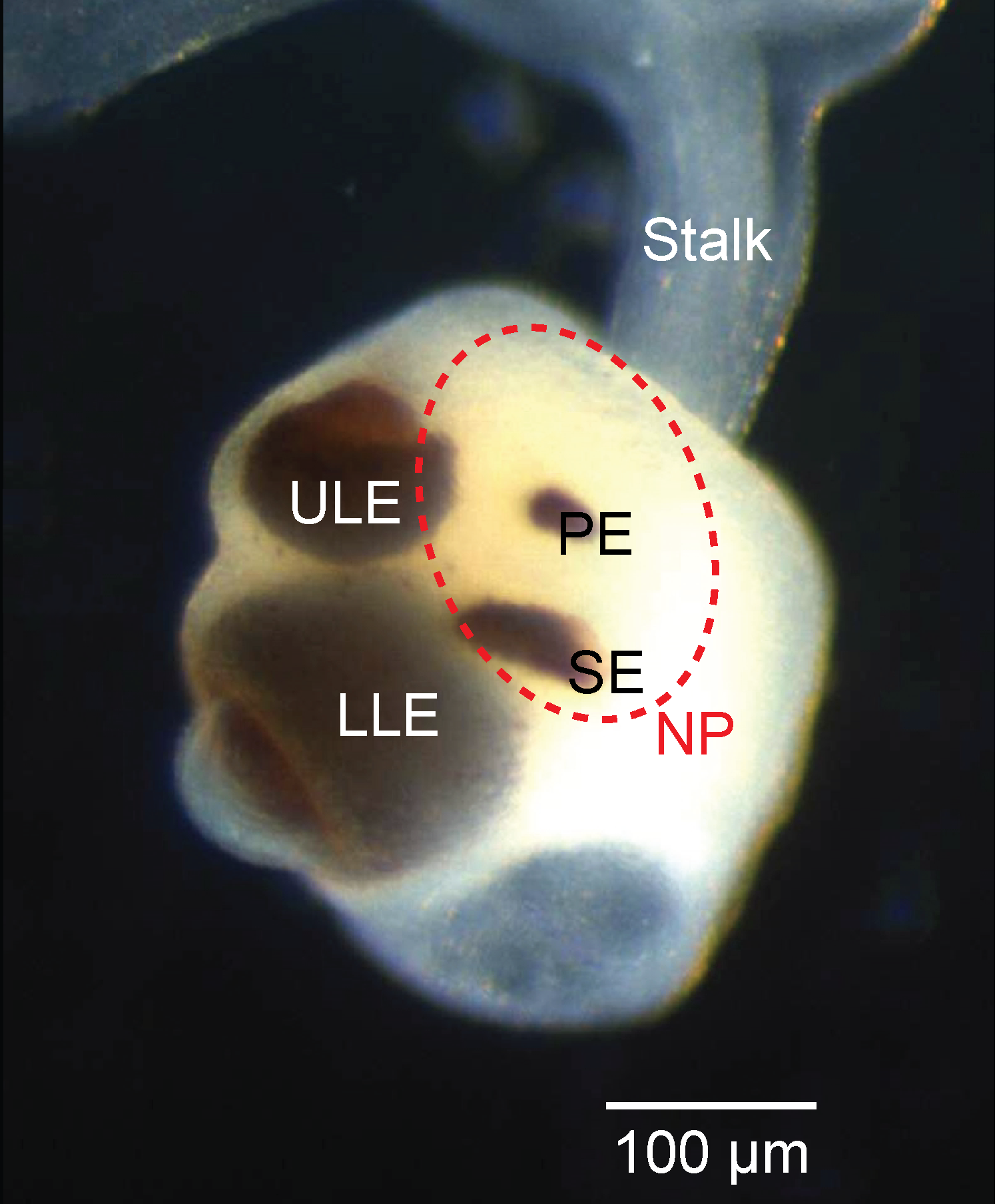
Dettaglio del ropalio della T. cystophora. Ogni ropalio è dotato di sei occhi di quattro tipi morfologici diversi (occhio con lente inferiore LLE, occhio con lente superiore ULE, occhio a nocciolo PE e occhio a mandorla SE) e una neuropupilla sensibile alla luce (NP, linea rossa tratteggiata).

La struttura del ropalio è simile in tutti i cubozoi, mentre varia maggiormente nelle altre meduse. I ropali sono disposti sulla parte inferiore dell'ombrella; nei cubozoi sono quattro, uno per ogni lato della campana cubica, protetti da squame dell'esombrella in un ripiegamento chiamato nicchia, nelle Aurelia sono indentazioni lungo il bordo dell'ombrella, nelle Coronatae sono disposti alternatamente nei solchi interlobari.
Nei cubozoi, il ropalio è appeso alla parte terminale di un gambo che collega l'apparato sensoriale al resto del sistema nervoso nell'ombrella. Il ropalio ha una forma sferica sulla quale vi sono gli occhi, la neuropupilla e lo statolite. Nei ropali con sei occhi, i più comuni fra queste meduse, due di questi sono sistemi visivi complessi, dotati di lenti, mentre le altre due paia sono più semplici, anche se di due tipologie diverse: a "nocciolo" e a "mandorla". La neuropupilla è un'area sensibile alla luce situata fra gli occhi e che servirebbe nell'attività diurna della medusa.

## Occhi
Gli occhi sono normalmente sei per ogni ropalio nei cubozoi, con un totale di ventiquattro per ogni medusa. Essi sono generalmente suddivisi in due occhi complessi e due paia di occhi semplici. Gli occhi complessi possiedono tutti gli elementi di un sistema visivo: un lente sferica, un'iride, una cornea ed uno strato pigmentato con le stesse funzioni della coroide. La pupilla dell'occhio inferiore (e più complesso) è mobile, il che vuol dire che si restringe quando c'è luce e si allarga nel buio. Le lenti negli occhi delle meduse hanno inoltre un indice di rifrazione che permette di ottenere immagini quasi senza aberrazioni. La posizione della retina, però, non permette di ottenere immagini nitide: l'elaborazione dell'immagine è quindi delegata ad un complesso campo recettivo presente in ogni fotorecettore.

### Visione
Gli occhi del ropalio hanno una struttura e funzioni pari a quelle del sistema sensoriale di specie anatomicamente più complesse.
L'elaborazione delle immagini e delle altre informazioni sensoriali avviene per mezzo di una rete neurale, dato che le meduse non dispongono di un cervello. Sia il ropalio, sia l'ombrella, contengono però un sistema nervoso centrale coerente, ma l'interpretazione dei segnali visivi è probabilmente ottenuta dal lavoro congiunto dei due sistemi nervosi centrali. È stato appurato che la Tripedalia cystophora ha una visione monocromatica, con un picco di sensibilità nella parte verde-blu dello spettro, con un massimo a 504 nm per l'occhio dotato di lente superiore e 512 nm per quello inferiore.

### Orientamento
L'occhio superiore di ogni ropalio è puntato costantemente verso l'alto, probabilmente per osservare gli spostamenti sopra la medusa ed avere una visione del cielo e dell'ambiente terrestre circostante per orientarsi grazie all'effetto "finestra di Snell" dovuto alla rifrazione, il fenomeno che dà ai nuotatori subacquei una visione allargata di quanto presente sopra la superficie in un cono di luce di circa 96° gradi.
L'occhio inferiore punta verso il basso ed è impegnato per evitare ostacoli o per puntare le prede.
I quattro occhi più semplici hanno ruoli diversi, anche se non ancora del tutto chiari ai biologi. I due occhi a mandorla formano immagini, ma solo nel piano verticale. Servirebbero forse per stimare la profondità alla quale la medusa nuota. I due occhi a nocciolo non formerebbero immagini, bensì misurerebbero l'intensità ai bordi della finestra visiva orientata verso l'alto, in modo da calibrare la visione combinata dell'intero ropalio.

### Nuoto
La coordinazione delle contrazioni del velarium, il lembo di tessuto sotto all'esombrella che permette alla medusa di nuotare, è comandata dai ropali. In particolare, il centro nervoso che comanda il nuoto è sito nella parte alta del ropalio, quella più prossima al gambo che lo connette al corpo della medusa. Una cubomedusa è capace di nuotare con un solo ropalio.

## Statocisti e statolite
In ogni ropalio, vi è una statocisti, l'organo per valutare l'orientamento del corpo della medusa, permettendole di direzionarsi nello spazio. La statocisti è una vescicola ricoperta internamente di cellule ciliate e contenente lo statolite (o statolito), un corpo minerale composto da gesso (solfato di calcio). Quando la medusa cambia posizione rispetto alla verticale, gli spostamenti dello statolite all'interno del suo involucro premono su parti diverse della parete, inviando così segnali nervosi relativi all'orientamento. Alcuni zoologi hanno ipotizzato che lo statolite servirebbe unicamente da bilanciere al ropalio, dato che quando questo viene asportato la medusa continua a nuotare senza mostrare nessun disorientamento.
In alcune specie di cubozoi, la statocisti può avere una posizione sotto all'occhio complesso inferiore, in altre, è posta dietro ad esso. Lo statolite inoltre varia in dimensioni e forma, la quale può essere allungata oppure sferica, con una particolare variabilità fra le cubomeduse nel genus Carybdea. Per esempio, nelle Carybdea rastonii e C. xaymacana, lo statolite è rotondo, largo e a forma di fagiolo, nella C. sivickisi è allungato orizzontalmente, un po' a forma di salsiccia, nella Tripedalia binata è a forma di V e di un certo spessore, il che ricorda un cuore.
Le statoliti hanno anelli di crescita, ossia ogni giorno vi si depone un nuovo sottile strato di solfato di calcio. Le dimensioni dello statolite sono così un indicatore dell'età della medusa; la relazione fra il numero di anelli di crescita e le dimensioni della campana segue una curva logistica.

## Nicchia
In molte specie di meduse, i ropali sono protetti da nicchie alla base dell'esombrella. Nell'ordine Carybdeida, la nicchia del ropalio si sviluppa molto presto, diventando una caratteristica principale nell'identificazione delle efire, le giovani meduse.
Queste nicchie sono formate da ripiegature, a volte chiamate squame, che possono essere assenti oppure fino a numero di tre. L'ostium, ossia l'apertura della nicchia, assume forme diverse a seconda della specie. Le meduse Irukandji hanno l'ostium caratterizzato da una sola ripiegatura in alto che pende verso il basso, dando alla nicchia un "cipiglio". Nelle Alatina, la nicchia è a forma di T, mentre questa T è più arrotondata ed ampia nelle Carybdea, dandole una forma di cuore. L'apertura è invece ovale e verticale nella C. sivickisi. Nell'ordine Chirodropidi, le nicchie hanno tutte la stessa struttura: sono a forma di cupola, con una zona piatta dove normalmente si trova la squama inferiore.

## "Corna" del ropalio
In alcune specie di meduse ed in particolare nelle meduse Irukandji, i ropali hanno delle "corna": sulla parte superiore della nicchia del ropalio vi sono due canali ciechi diretti verso l'alto, con un angolo di circa 45°. In alcune specie, queste corna sono dritte, lunghe e sottili, in altre sono curve, corte e più grosse, simili alle corna dell'elmo di vichinghi. La funzione di queste strutture non è nota.